# Iosif Brodski
Iosif Aleksandrovici Brodski (rusă Иосиф Александрович Бродский; n. 24 mai 1940, Leningrad, RSFS Rusă, URSS – d. 28 ianuarie 1996, New York City, New York, SUA) a fost un poet, eseist și dramaturg rus, laureat al premiului Nobel pentru Literatură.